# Ursula Grabley

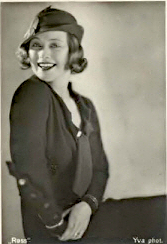
Ursula Grabley.

Ursula Grabley, född 8 december 1908 i Woltersdorf, död april 1977 i Brilon, var en tysk skådespelare. Hon filmdebuterade 1929 och gjorde under det tidiga 1930-talet flera huvudroller i tyska komedifilmer. Grabley var verksam fram till sin död 1977 då hon syntes i gästroller i tyska TV-serier.

## Filmografi, urval
- 1932 – En sorglustig barberare
- 1932 – Svarta husaren
- 1933 – Unga röster
- 1946 – Under broarna
- 1956 – Slav under lasten